# Май, Эрнст
Эрнст Май (27 июля 1886, Франкфурт-на-Майне — 11 сентября 1970, Гамбург) — немецкий архитектор и градостроитель, один из ярких представителей Нового строительства и пионеров массового жилого строительства. Являлся главным архитектором проекта «Новый Франкфурт» во Франкфурте на Майне. В 1930—1933 годах работал в Советском Союзе, в том числе в Магнитогорске. С 1934 года до начала 1950-х годов работал в Восточной Африке.

## Биография
В 1910-е годы учился в Мюнхенском техническом университете у Теодора Фишера. Будучи главным архитектором Франкфурта-на-Майне (1925—1930), одним из первых в Западной Европе воплотил на практике принципы рационализма в масштабах массового строительства в проекте «Новый Франкфурт» (посёлки близ города — Брухфельдштрасе, Праунхейм и др.), в процессе реализации которого с 1925 по 1930 гг. было построено 12000 новых домов. Здесь работала Маргарете Шютте-Лихоцки, которая создала для проекта так называемую «Франкфуртскую кухню». С 1926 по 1933 г. издавался посвящённый проекту и вопросам современного градостроительства журнал «Новый Франкфурт» (Das Neue Frankfurt), его редактором до 1930 г. был Эрнст Май, затем Вилли Баумайстер.
В мае 1930 года вместе с группой единомышленников (всего 17 человек), отправился в СССР, где участвовал в разработке архитектурных проектов около 20 советских городов.
В основе градостроительной концепции — чёткая децентрализация города, то есть создание системы городов-спутников вокруг исторического центра (неосуществленный проект реконструкции Москвы, 1931—1933), типизация и индустриализация жилищного строительства (неосуществленный генеральный план 1930—1933). В это же время участвовал в разработке архитектурного плана Магнитогорска.
Поскольку его бабушка по материнской линии была еврейкой («моя мать еврейского происхождения»), он не мог возвратиться из СССР в Германию, Эрнст Май с 1933 по 1953 жил и работал в Африке.
В конце 1940-х — 1950-е гг. перешёл от жёсткой схематичности проектов 1920—1930-х годов, их принципа «строчной застройки» к более свободным пространственным композициям (посёлки Новая Альтона и Грюнхоф около Гамбурга, 1954—1955).

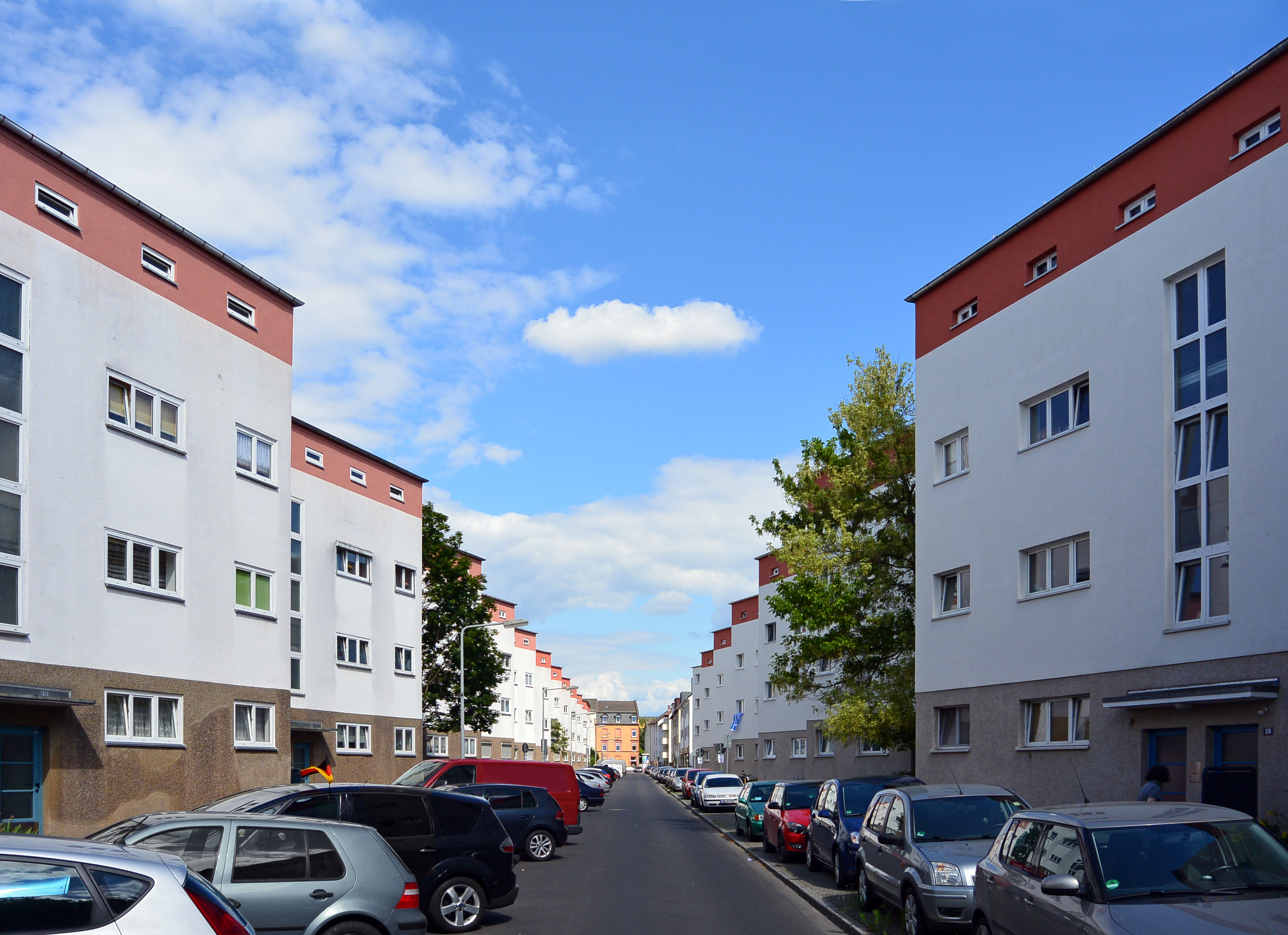
Дома «зигзагом» во Франкфурте
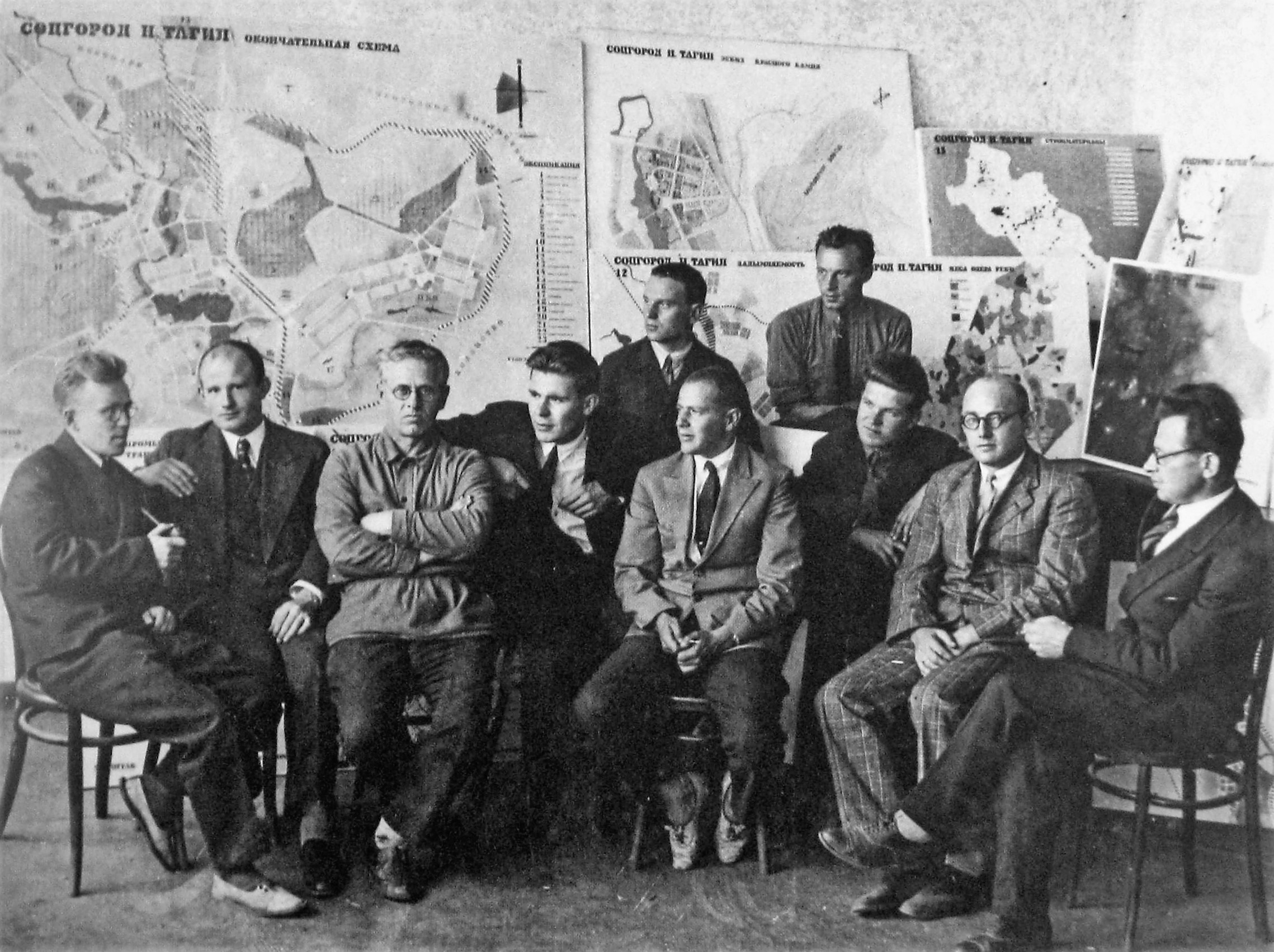
Рабочая группа Эрнста Мая, организованная для работы в Нижнем Тагиле, СССР (1931), Э. Май - пятый слева
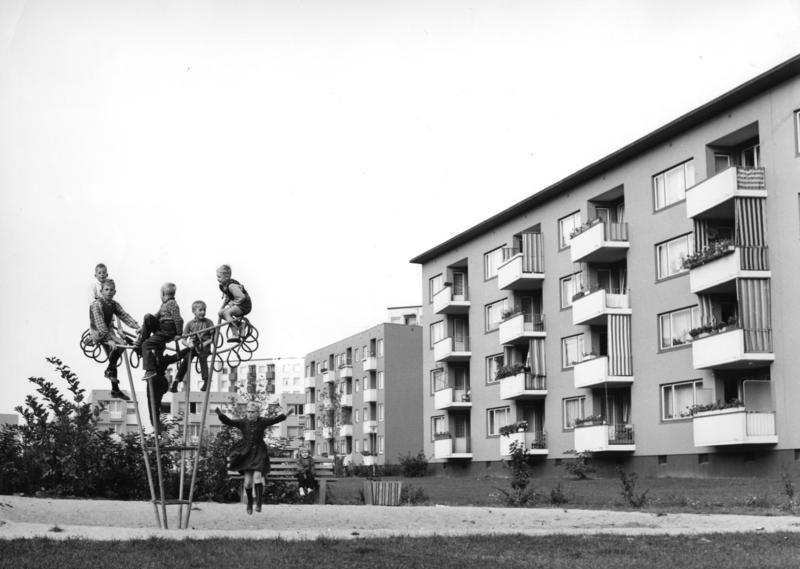
Жилищное строительство послевоенного времени. Спроектированный Эрнстом Май район-новостройка Новый Фар Neue Vahr в Бремене. Снимок октября 1960 года.
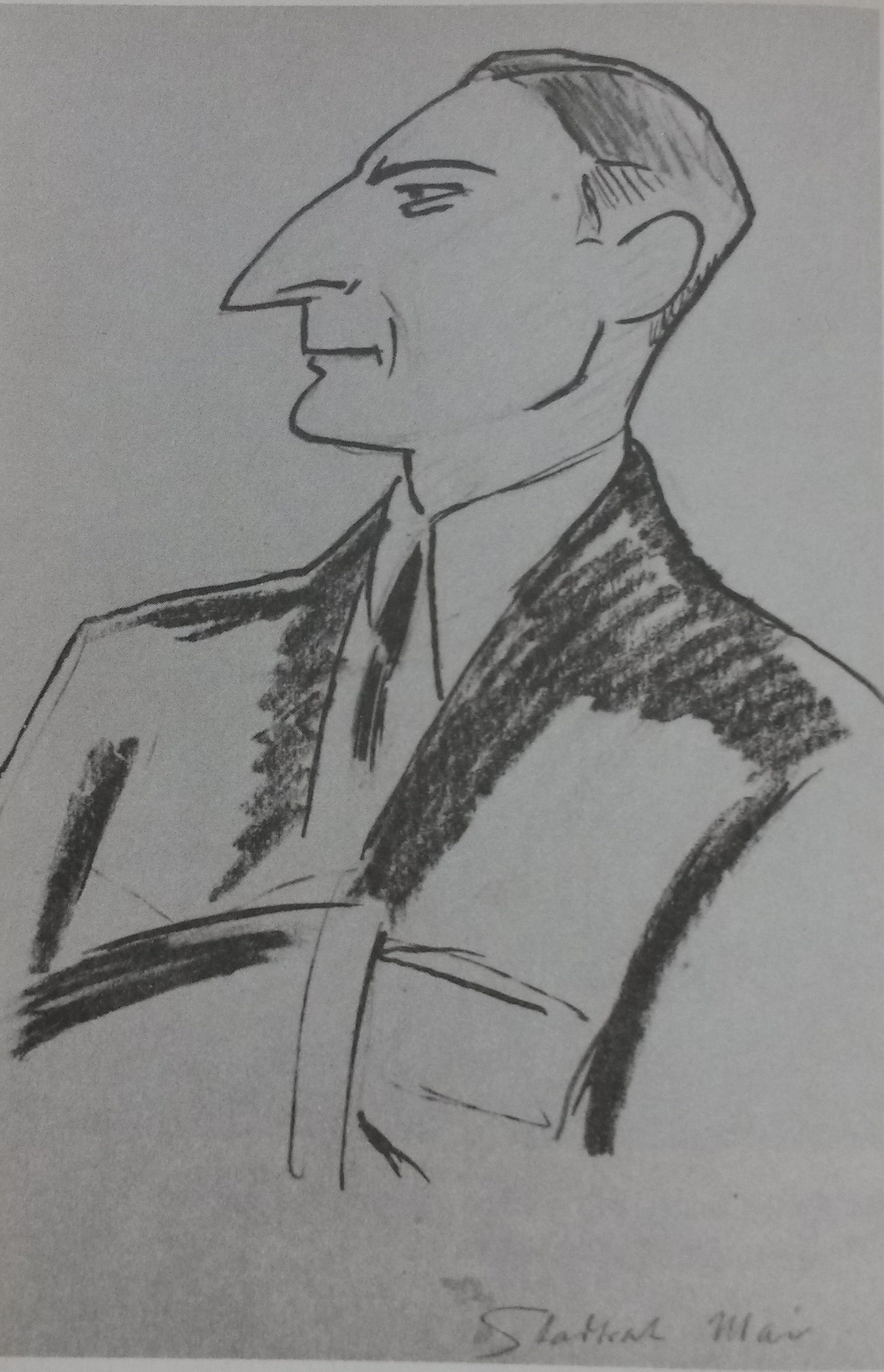
Эрнст Май, рисунок Лино Салини (1944)